# 2022年世界柔道選手権大会
2022年世界柔道選手権大会（第39回世界柔道選手権大会）は、2022年10月6日～10月13日にウズベキスタンのタシケントのアイスドームで開催の柔道の世界選手権。賞金総額は99万8000ユーロ。当初は2021年に開催予定だったが、ハンガリーのブダペストに変更されたため、2022年の開催となった。

## 大会結果

### 男子
| 階級        | 金                               | 銀                             | 銅                       |
| ----------- | -------------------------------- | ------------------------------ | ------------------------ |
| 60kg以下級  | 高藤直寿                         | エンフタイワン・アリウンボルド | 楊勇緯                   |
| 60kg以下級  | 高藤直寿                         | エンフタイワン・アリウンボルド | エルドス・スメトフ       |
| 66kg以下級  | 阿部一二三                       | 丸山城志郎                     | デニス・ビエル           |
| 66kg以下級  | 阿部一二三                       | 丸山城志郎                     | アン・バウル             |
| 73kg以下級  | ツェンドオチル・ツォグトバータル | 橋本壮市                       | ヒダヤト・ヘイダロフ     |
| 73kg以下級  | ツェンドオチル・ツォグトバータル | 橋本壮市                       | ダニエル・カルグニン     |
| 81kg以下級  | タト・グリガラシビリ             | マティアス・カス               | 永瀬貴規                 |
| 81kg以下級  | タト・グリガラシビリ             | マティアス・カス               | シャミル・ボルチャシビリ |
| 90kg以下級  | ダブラト・ボボノフ               | クリスティアン・パルラティ     | ルカ・マイスラゼ         |
| 90kg以下級  | ダブラト・ボボノフ               | クリスティアン・パルラティ     | ラシャ・ベカウリ         |
| 100kg以下級 | ムザファルベク・トゥロボエフ     | レイズ・カヨル                 | ゼリム・コツォイエフ     |
| 100kg以下級 | ムザファルベク・トゥロボエフ     | レイズ・カヨル                 | ミハエル・コレル         |
| 100kg超級   | アンディ・グランダ               | 斉藤立                         | グラム・ツシシビリ       |
| 100kg超級   | アンディ・グランダ               | 斉藤立                         | キム・ミンジョン         |

### 女子
| 階級       | 金                   | 銀                                 | 銅                             |
| ---------- | -------------------- | ---------------------------------- | ------------------------------ |
| 48kg以下級 | 角田夏実             | カタリナ・メンツ                   | アビバ・アブジャキノワ         |
| 48kg以下級 | 角田夏実             | カタリナ・メンツ                   | アッスンタ・スクット           |
| 52kg以下級 | 阿部詩               | チェルシー・ジャイルズ             | ディストリア・クラスニキ       |
| 52kg以下級 | 阿部詩               | チェルシー・ジャイルズ             | アマンディーヌ・ブシャール     |
| 57kg以下級 | ラファエラ・シルバ   | 舟久保遥香                         | ジェシカ・クリムカイト         |
| 57kg以下級 | ラファエラ・シルバ   | 舟久保遥香                         | ルハグバトゴー・エンフリーレン |
| 63kg以下級 | 堀川恵               | カトリーヌ・ボーシュマン＝ピナール | バルバラ・ティモ               |
| 63kg以下級 | 堀川恵               | カトリーヌ・ボーシュマン＝ピナール | マノン・ドゥクテル             |
| 70kg以下級 | バルバラ・マティッチ | ララ・ツヴェトコ                   | 新添左季                       |
| 70kg以下級 | バルバラ・マティッチ | ララ・ツヴェトコ                   | サンネ・ファンデイケ           |
| 78kg以下級 | マイラ・アギアル     | 馬振昭                             | エリザベータ・リトビネンコ     |
| 78kg以下級 | マイラ・アギアル     | 馬振昭                             | ベアタ・パツト                 |
| 78kg超級   | ロマヌ・ディッコ     | ベアトリス・ソウザ                 | 冨田若春                       |
| 78kg超級   | ロマヌ・ディッコ     | ベアトリス・ソウザ                 | ジュリア・トロフア             |

### 男女混合団体戦
| 開催年 | 優勝                                                                                         | 2位 | 3位 | 3位 |
| 2022   | 日本 舟久保遥香 玉置桃 原田健士 新添左季 津金恵 増山香補 田嶋剛希 冨田若春 高橋瑠璃 太田彪雅 | フランス サラ＝レオニー・シジク ジョアン＝バンジャマン・ガバ マリー＝エヴ・ガイエ アレクシス・マテュー ロマヌ・ディッコ ジョセフ・テレク | ドイツ パウリーヌ・シュタルケ イゴール・ヴァントケ ミリアム・ブトケライト エドゥアルト・トリッペル アンナ＝マリア・ヴァーグナー ヨハネス・フレイ | イスラエル ティムナ・ネルソン＝レヴィ イド・レビン マヤ・ゴシェン サギ・ムキ ガイ・グレビッチ ラズ・ヘルシュコ ピーター・パルチック |

## 各国メダル数
| 順 | 国・地域             | 金 | 銀 | 銅 | 計 |
| -- | -------------------- | -- | -- | -- | -- |
| 1  | 日本                 | 6  | 4  | 3  | 13 |
| 2  | ブラジル             | 2  | 1  | 1  | 4  |
| 3  | ウズベキスタン       | 2  | 0  | 0  | 2  |
| 4  | フランス             | 1  | 1  | 3  | 5  |
| 5  | モンゴル             | 1  | 1  | 1  | 3  |
| 6  | クロアチア           | 1  | 1  | 0  | 2  |
| 7  | ジョージア           | 1  | 0  | 3  | 4  |
| 8  | キューバ             | 1  | 0  | 0  | 1  |
| 9  | カナダ               | 0  | 2  | 1  | 3  |
| 10 | ドイツ               | 0  | 1  | 1  | 2  |
| 10 | イタリア             | 0  | 1  | 1  | 2  |
| 12 | ベルギー             | 0  | 1  | 0  | 1  |
| 12 | 中国                 | 0  | 1  | 0  | 1  |
| 12 | イギリス             | 0  | 1  | 0  | 1  |
| 15 | アゼルバイジャン     | 0  | 0  | 2  | 2  |
| 15 | カザフスタン         | 0  | 0  | 2  | 2  |
| 15 | 韓国                 | 0  | 0  | 2  | 2  |
| 15 | オランダ             | 0  | 0  | 2  | 2  |
| 19 | オーストリア         | 0  | 0  | 1  | 1  |
| 19 | イスラエル           | 0  | 0  | 1  | 1  |
| 19 | コソボ               | 0  | 0  | 1  | 1  |
| 19 | モルドバ             | 0  | 0  | 1  | 1  |
| 19 | ポーランド           | 0  | 0  | 1  | 1  |
| 19 | ポルトガル           | 0  | 0  | 1  | 1  |
| 19 | チャイニーズタイペイ | 0  | 0  | 1  | 1  |
| 19 | ウクライナ           | 0  | 0  | 1  | 1  |

## 優勝者の世界ランキング

### 男子
| 60 kg級   | 日本           | 高藤直寿                         | 25位 |
| 66 kg級   | 日本           | 阿部一二三                       | 9位  |
| 73㎏級    | モンゴル       | ツェンドオチル・ツォグトバータル | 3位  |
| 81㎏級    | ジョージア     | タト・グリガラシビリ             | 1位  |
| 90㎏級    | ウズベキスタン | ダブラト・ボボノフ               | 1位  |
| 100㎏級   | ウズベキスタン | ムザファルベク・トゥロボエフ     | 27位 |
| 100㎏超級 | キューバ       | アンディ・グランダ               | 12位 |

### 女子
| 48 kg級   | 日本       | 角田夏実             | 5位  |
| 52 kg級   | 日本       | 阿部詩               | 10位 |
| 57 kg級   | ブラジル   | ラファエラ・シルバ   | 9位  |
| 63 kg級   | 日本       | 堀川恵               | 13位 |
| 70 kg級   | クロアチア | バルバラ・マティッチ | 1位  |
| 78 kg級   | ブラジル   | マイラ・アギアル     | 6位  |
| 78 kg超級 | フランス   | ロマヌ・ディッコ     | 2位  |

(出典、JudoInside.com)

### 男子
| 60kg級    | チャイニーズタイペイ | 楊勇緯                       | 3位  |
| 66kg級    | モルドバ             | デニス・ビエル               | 3位  |
| 73kg級    | ジョージア           | ラシャ・シャフダトゥアシビリ | 7位  |
| 81kg級    | ジョージア           | タト・グリガラシビリ         | 優勝 |
| 90kg級    | ウズベキスタン       | ダブラト・ボボノフ           | 優勝 |
| 100kg級   | ポルトガル           | ジョルジ・フォンセカ         | 7位  |
| 100kg超級 | タジキスタン         | テムール・ラヒモフ           | 5位  |

### 女子
| 48kg級   | フランス   | シリヌ・ブクリ               | 3回戦敗退 |
| 52kg級   | ハンガリー | プップ・リーカ               | 2回戦敗退 |
| 57kg級   | イスラエル | ティムナ・ネルソン＝レヴィ   | 5位       |
| 63kg級   | イギリス   | ルーシー・レンシャル         | 7位       |
| 70kg級   | クロアチア | バルバラ・マティッチ         | 優勝      |
| 78kg級   | ドイツ     | アンナ＝マリア・ヴァーグナー | 7位       |
| 78kg超級 | イスラエル | ラズ・ヘルシュコ             | 5位       |

(出典、JudoInside.com)

## 備考
- 今大会に出場する選手は、シニアの世界ランキングで100位以内、もしくはジュニアの世界ランキングで16位以内に入っていなければならない[1]。

- 今大会は2022年8月7日から14日に開催予定だったが、10月2日から9日に変更された[5]。しかしながら、4日から5日はヨム・キプルにあたるため、イスラエル柔道連盟会長のモシェ・ポンテがIJFに働きかけたことにより、大会開催日が6日からに再変更された[6][7]。

- 2022年2月にロシアがウクライナに軍事侵攻した件を受けてIJFは、ロシア及びその協力者であるベラルーシの選手と役員をワールド柔道ツアーから除外するようIOCにより勧告されていたが、「全てのロシア選手に制裁を科す決定は正当化されない」として、ロシア国旗や国歌の使用は認めないものの、IJFの名の下での大会参加を許容する方針を打ち出した[8]。そのため、6月のグランドスラム・ウランバートルにロシアの選手は中立の立場で参加した。一方で、ウクライナはロシアの選手の出場を認める限り今後の国際大会を全てボイコットすると訴えた[9]。IJFは9月に入ると、現在の世界情勢を考慮して全ての選手の安全を守るためという理由により、2023年1月まで国際大会に両国の出場を認めない方針を打ち出した。そのため両国は今大会に出場できなかった[10]。